# So You Want to Be a Rock 'n' Roll Star
So You Want to Be a Rock 'n' Roll Star è un singolo del gruppo musicale statunitense The Byrds, pubblicato nel 1967 ed incluso nell'album Younger Than Yesterday.
La canzone è stata scritta da Jim McGuinn e Chris Hillman.

## Tracce
- 7"

1. So You Want to Be a Rock 'n' Roll Star
2. Everybody's Been Burned

## Cover
Tra gli artisti e i gruppi che hanno realizzato la cover del brano vi sono The Royal Guardsmen (1967), The Move (1968), Hookfoot (1974), Nazareth (per l'album Close Enough for Rock 'n' Roll, 1976), Black Oak Arkansas (1977), The Patti Smith Group (per l'album Wave, 1979), Tom Petty and the Heartbreakers (dal vivo nell'album Pack Up the Plantation: Live!, 1985), Roxette (dal vivo, 1993), Ronnie Wood (per l'album Not for Beginners, 2001), Golden Earring, Jon Bon Jovi (dal vivo)  Pearl Jam (dal vivo) e Tunas (dal vivo).

## In altri media
La canzone è udibile nei film Purple Haze (1982) e The Country Bears - I favolorsi (The Country Bears, 2002).